# Inđija
Inđija (cyr. Инђија, rus. Индїя, Indjija) – miasto w Serbii, w Wojwodinie, w okręgu sremskim, siedziba gminy Inđija. Jego powierzchnia wynosi 44,6 km². W 2011 roku liczyło 26 025 mieszkańców.
W miejscowości swoją siedzibę mają klub piłkarski FK Inđija, który rozgrywa swoje mecze na tutejszym stadionie oraz klub koszykarski KK Železničar Inđija.

## Demografia
| Skład narodowościowy | Skład narodowościowy | Skład narodowościowy |
| -------------------- | -------------------- | -------------------- |
| Serbowie             | 23 227               | 89,25%               |
| Chorwaci             | 458                  | 1,75%                |
| Romowie              | 426                  | 1,64%                |
| Ukraińcy             | 349                  | 1,34%                |
| Węgrzy               | 188                  | 0,72%                |
| Czarnogórcy          | 117                  | 0,45%                |
| Jugosłowianie        | 104                  | 0,40%                |
| Macedończycy         | 53                   | 0,20%                |
| Słowacy              | 52                   | 0,20%                |
| Słoweńcy             | 31                   | 0,12%                |
| Pozostali            | 1387                 | 3,93%                |

Na większości osiedli przeważają Serbowie. Jedynie na osiedlu Slankamenački Vinogradi przeważa ludność słowacka.

## Miasta partnerskie
- Paderno Dugnano
- As-Salt
- Gewgelija
- Ochryda